# AfterStep
AfterStep je správce oken, napsaný v programovacím jazyce C, pro tzv. X Window System. Cíle vývojářů směřují k tvorbě „přizpůsobivého“, „nenáročného“ (na hardwarové prostředky) a vysoce „konfigurovatelného“ okenního správce. Je využívaný v mnoha distribucích GNU/Linux, jako například v Mandriva, FreeBSD, Debian, ALT Linux. AfterStep - jako mnoho dalších okenních správců - vznikl jako derivát známějšího správce oken FVWM.

Ukázka postupné tvorby odnoží od TVM

## Rozšíření
AfterStep obsahuje několik možných rozšíření:
- Pager - Nástroj pro spravování, užívání a tvorbu vícero virtuálních ploch.
- WinList - Panel (resp. taskbar) zobrazující aktivní aplikace.
- Wharf - dokovací nástroj spravující Aplety či programy.